# Laienbruder
Als Laienbrüder bezeichnete man in der katholischen Kirche Ordensmänner, die die Profess für ein Kloster abgelegt haben, aber nicht zum Priester geweiht sind. Die Anrede für einen Laienbruder ist „Bruder“ oder „Frater“. Ein älterer Begriff ist Konverse.

## Arbeitsbereiche
Entscheidet sich ein Mann für ein monastisches Klosterleben, so muss er nicht unbedingt ein Theologie-Studium mit anschließender Priesterweihe absolvieren, sondern kann -je nach körperlicher und geistiger Voraussetzung sowie Vorbildung- auch andere Aufgaben in einer Klostergemeinschaft oder in den klostereigenen Betrieben übernehmen: z. B. auf den Feldern, Gärten oder in Ställen, in der Verwaltung oder im Vertrieb, als Handwerker, Koch oder als Sakristan, im Gästehaus oder an der Klosterpforte.
Seit 2022 dürfen männliche Laien in einer Ordensgemeinschaft Leitungsfunktionen ausüben und in Einzelfällen zu Ordensoberen gewählt werden. Bereits vorher konnten in Brüderorden Laien als Vorgesetzte von Priestern fungieren.

## In geschichtlichen Epochen

### Zisterzienserkonversen im 13./14. Jahrhundert
Wie in den frühen Tagen des Ordens kamen Konversen aus allen Schichten der Gesellschaft. Im Generalkapitel des Jahres 1311 ist belegt, dass es sogar eine Tendenz unter Personen von hoher Geburt und ritterlicher Kultur gab, als Laienbrüder ins Kloster einzutreten. Natürlich kam es auch vor, dass solche in ihre früheren Gewohnheiten zurückfielen und in den klösterlichen Aufgabengebieten weniger vorbildlich waren. Jedenfalls ging die Zahl der Zisterzienser-Konversen im 14. Jahrhundert stark zurück.
Zahlreiche Beispiele zeigen, dass die Conversi ein turbulentes Element der Klostergemeinschaft bilden konnten. Im Jahr 1237 griffen die Konversen von Grandselve in der Gascogne ihren Abt körperlich an; auch andere Mitbrüder, die sich in seiner Kanzlei aufhielten, wurden dabei verletzt. Im Jahr 1241 wurde der Abt von Eberbach durch einen Laienbruder ernsthaft verstümmelt. Solche Beispiele können aus allen Ländern vervielfacht werden: ob die Konversen allein dafür verantwortlich waren oder, wie es oft der Fall war, auch Priestermönche Teil der Rebellion waren, ist nicht immer klar.
Auf dem Weg zum Generalkapitel fanden Äbte manchmal eine verrohte Haltung seitens der Laienbrüder in den Klöstern, wo sie Station machten. 1241 gab es ein Handgemenge zwischen den Dienern von vier englischen Äbten und einem Conversus von Vauluisant. Neun spanische Äbte beschwerten sich über die Behandlung in einem Gutshof von Bonneval, als sie 1236 dort absteigen wollten. Der Herr des Gutshofes, ein Konverse, wollte sie nicht aufnehmen.

### Frühe Neuzeit
Das von Bruder Heinrich Rauscher (1740–1802) verfasste Manuskript aus der Abtei St. Peter im Schwarzwald gibt einen seltenen Einblick in das Leben der Konversen in einer Benediktinerabtei der frühen Neuzeit. Sie nahmen nicht am Chorgebet teil, sondern beteten stattdessen andere Gebete. Jeden Tag besuchten sie die Heilige Messe; eine halbe Stunde war für die Lectio divina vorgesehen. An den meisten Tagen durften sie Fleisch essen und Wein trinken. Ihre Arbeitsgebiete waren die Klosterpforte, die Sakristei und häusliche Arbeiten. Jeden Tag nach der Prim trafen sie sich im Kapitelsaal, wo ein Kapitel aus der Benediktsregel vorgelesen wurde. Nach dem Schuldkapitel erhielten sie ihre Arbeitsaufträge.
In den Klöstern der anderen Orden lebten die Brüder in einer ähnlichen Lebensform.

### 20. Jahrhundert
In den meisten monastischen Orden galten Laienbrüder bis zur Anpassung des Ordenslebens an die Vorgaben des Dekrets Perfectae caritatis (über die zeitgenössische Erneuerung des Ordenslebens) des Zweiten Vatikanischen Konzils nicht als vollwertige Mönche und lebten räumlich getrennt von den Priestermönchen. In vielen Gemeinschaften erlangten sie erst nach 1970 volle Kapitelrechte (z. B. Abtwahl) und -pflichten (z. B. Gebet).

## Zitat
Über die Glaubenseinstellung von Laienbrüdern schrieb der Trappistenabt Eugene Boylan im Jahr 1958:

„Wenn Sie Mystiker im Kloster finden wollen, dann suchen Sie unter den Laienbrüdern. Für mich ist eine der größten Demütigungen meines Lebens, die Heilige Messe zu zelebrieren, wenn ein Laienbruder als Messdiener anwesend ist. Ich halte zwar den Herrn Jesus in meinen Händen, aber ich weiß wohl, dass Christus viel mehr an dem Mann interessiert ist, der neben mir kniet. Es ist die größte Demütigung, die ich kenne.“